# Eduard von Brandenstein
Eduard Ludwig Christoph Freiherr von Brandenstein (* 26. Juni 1803 in Gütterlitz; † 24. Juni 1888 in Hain) war ein deutscher Rittergutsbesitzer und Politiker aus dem Adelsgeschlecht Brandenstein.

## Leben
Von Brandenstein war der Sohn des Rittergutsbesitzers Johann Christoph Ferdinand Freiherr von Brandenstein und dessen Ehefrau Mariana Carolina Sophia geborene von Eckhart. Der Vater war kursächsischer Rittmeister beim Karabiner-Regiment und Rittergutsbesitzer auf Gräfendorf, Roschütz und Brandenstein. Die Mutter war Tochter des Rittergutsbesitzers auf Goseck, Roschütz und Hain. Von Brandenstein, der evangelisch-lutherischer Konfession war, heiratete am 10. Juli 1834 in Zweitschen Therese von Bärenstein (* 4. Oktober 1815 in Heiligenkreuz bei Naumburg; † 29. November 1893 in Roschütz), die Tochter des Rittergutsbesitzers Wilhelm von Bärenstein auf Zweitschen.
Von Brandenstein besuchte das Gymnasium Rutheneum in Gera und legte dort Ostern 1823 das Abitur ab. Er war Rittergutsbesitzer auf Hain, Roschütz und Zweitschen. 1866 wurde er auch Besitzer des Ritterguts Prößdorf. Er war Kammerherr im Herzogtum Sachsen-Altenburg. 
Ab dem 2. Oktober 1848 war er Mitglied im Landtag Reuß jüngerer Linie. Februar/März 1849 legte er das Mandat nieder.